# Guadalupe Victoria (Durango)
Guadalupe Victoria è un comune e città del Messico, situato nello stato di Durango.